# La Selva de Mar
La Selva de Mar est une commune d'Espagne dans la communauté autonome de Catalogne, province de Gérone, de la comarque d'Alt Empordà

## Géographie
Commune située dans le massif des Albères près des rives de la mer Méditerranée au-dessus du cap de Creus.
Le village est situé sous la montagne de Sant Pere de Roda. La commune est attenante au nord avec la commune du Port de La Selva, à l’est avec Cadaqués, au sud avec Roses et Palau-Saverdera et à l’ouest avec Llançà.

## Histoire
Une grande partie des archives locales a été victime des flammes pendant la guerre civile espagnole (1936-1939). Le document le plus ancien existant date de l'année 974. Il s'agit du témoignage d'un don du comte d'Empuries au cloître Sant Pere de Rodes. Le document mentionne une chapelle qui se trouvait sur le terrain du village actuel, et on suppose qu'elle a été construite au XVIIe siècle, à une époque, où la forêt - selva - couvrait les collines et a donné son nom au village.
L’agriculture s’est développée sous l'influence des moines de Sant Pere. Bien protégés des attaques des pirates, les premiers habitants plantaient les vignes et les oliviers importés par les Romains. La tour de défense de Selva de Mar témoigne encore de la piraterie à cette époque. La pêche était également une activité importante dès le Moyen Âge. Cependant, les pêcheurs vivaient à l’intérieur des terres et utilisaient, comme à Llançà, sur la plage (du Port de la Selva d'aujourd'hui) quelques cabanes dans lesquelles ils rangeaient leur matériel de pêche. Ainsi, Selva de Mar a progressivement donné naissance à Port de la Selva.
Au XIXe siècle, l'agriculture était l'activité la plus importante du village, jusqu'aux années 1950, d'autant plus que l'électricité permettait l’usage des moteurs entraînant les moulins à huile qui fonctionnaient du 15 juillet jusqu'au mi-novembre. Ainsi, la production d’huile d’olive était vraiment importante dans le village. Cependant, en 1956, les oliviers ont été victimes d'une sévère période de gel et cela a marqué la fin de la production d'huile à grande échelle. Le petit musée de l’agriculture dans lequel on peut voir ces appareils ruraux, témoigne de cette époque.

## Lieux et monuments
- Restes de murailles antiques : Torre de Can Birba, Torre d'en Vergés, Torre d'en Mullada o d'en Picó, Torre de Can vives
- Église de Saint Estèphe de la Selva de Mar
- Can Vives
- La Casa de les Lloses
- Can Fontclara
- Moulin del Salt de l'Aigua
- Ruines de la Ferreria,
- Mas de l'Estela
- Casa del pastor del Mas de l'Estela
- Mas Batlle
- Barraca del serrat de la Glòria
- Barraca d'en Puignau
- Safareig públic
- Porta de Ca l'Elvira
- Can Maranges
- Oratoire de Can Palau
- El Pont del Molí o d'en Gerombí
- Font dels Lledoners
- Pont del Corder
- Pou cobert i safareig de la vinya de l'Almeda
- La Font Mollor
- Molí d'en Cervera
- Colomar de la Font d'en Coromines
- Sant Sebastià de la Selva de Mar
- Trull de Can Rubiés
- Les Escoles, o Centre Cultural o d'Esbarjo
- Refugi de Mont-roses, búnquer o casamata
- Mas de l'Horta d'en Cervera
- Barraca del serrat de la Glòria II
- Barraca del planell dels Miralls
- Barraca del Dijous
- Can Bosch